# Эспаррон (Вар)
Эспарро́н (фр. Esparron) — коммуна на юго-востоке Франции в регионе Прованс — Альпы — Лазурный берег, департамент Вар, округ Бриньоль, кантон Сен-Максимен-ла-Сент-Бом.
Площадь коммуны — 30,04 км², население — 223 человека (2006) с выраженной тенденцией к росту: 338 человек (2012), плотность населения — 11,0 чел/км².

## Население
Население коммуны в 2011 году составляло 334 человека, а в 2012 году — 338 человек.
| 1962 | 1968 | 1975 | 1982 | 1990 | 1999 | 2004 | 2006 | 2009 | 2011 | 2012 |
| ---- | ---- | ---- | ---- | ---- | ---- | ---- | ---- | ---- | ---- | ---- |
| 205  | 204  | 159  | 192  | 175  | 183  | 218  | 223  | 313  | 334  | 338  |

Динамика населения:

## Экономика
В 2010 году из 187 человек трудоспособного возраста (от 15 до 64 лет) 141 были экономически активными, 46 — неактивными (показатель активности 75,4 %, в 1999 году — 50,0 %). Из 141 активных трудоспособных жителей работали 127 человек (73 мужчины и 54 женщины), 14 числились безработными (8 мужчин и 6 женщин). Среди 46 трудоспособных неактивных граждан 4 были учениками либо студентами, 18 — пенсионерами, а ещё 24 — были неактивны в силу других причин.
На протяжении 2010 года в коммуне числилось 143 облагаемых налогом домохозяйства, в которых проживало 320,5 человек. При этом медиана доходов составила 16 910 евро на одного налогоплательщика.

## Фотогалерея

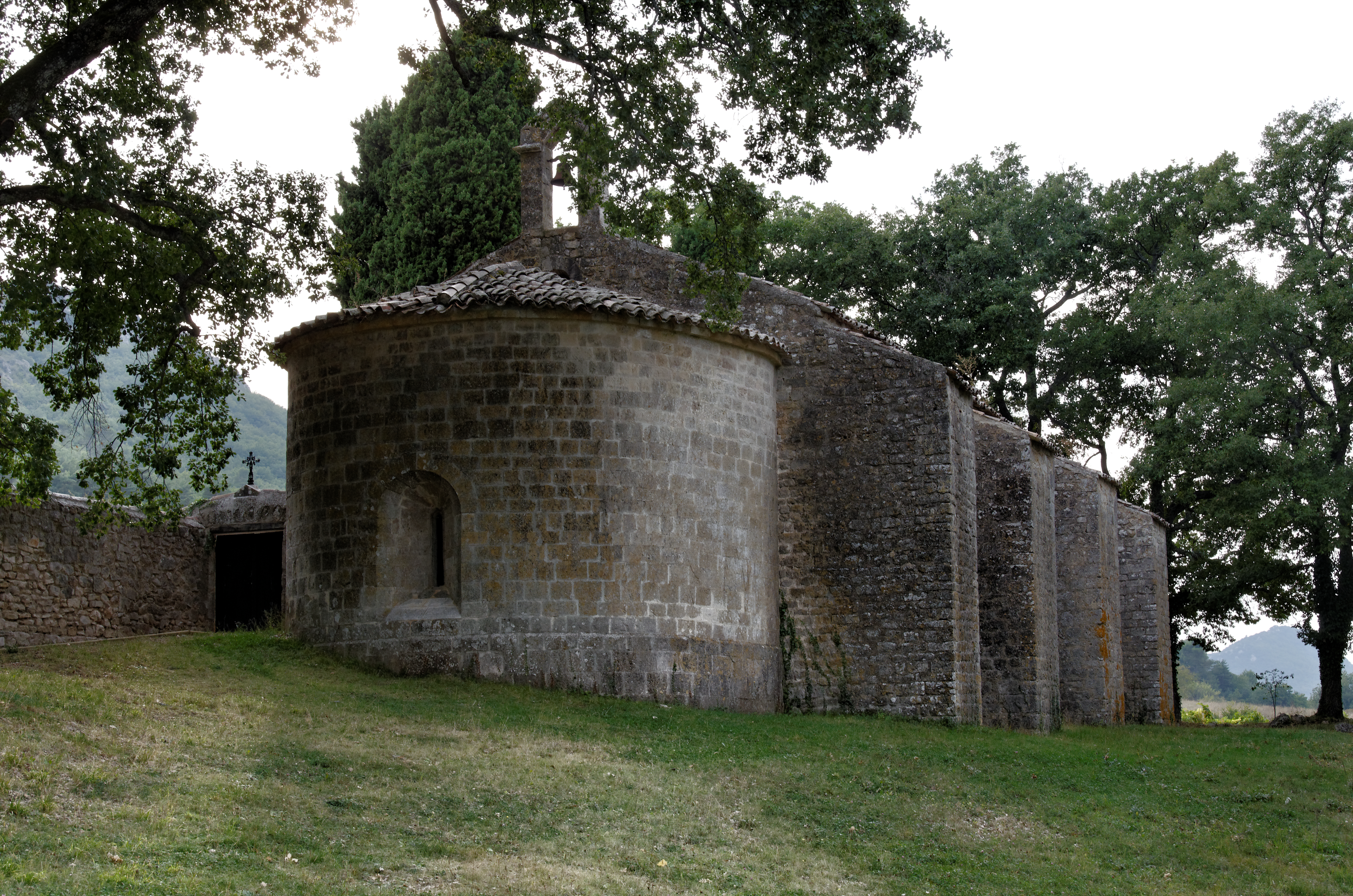
Часовня Нотр-Дам-дю-Ревест
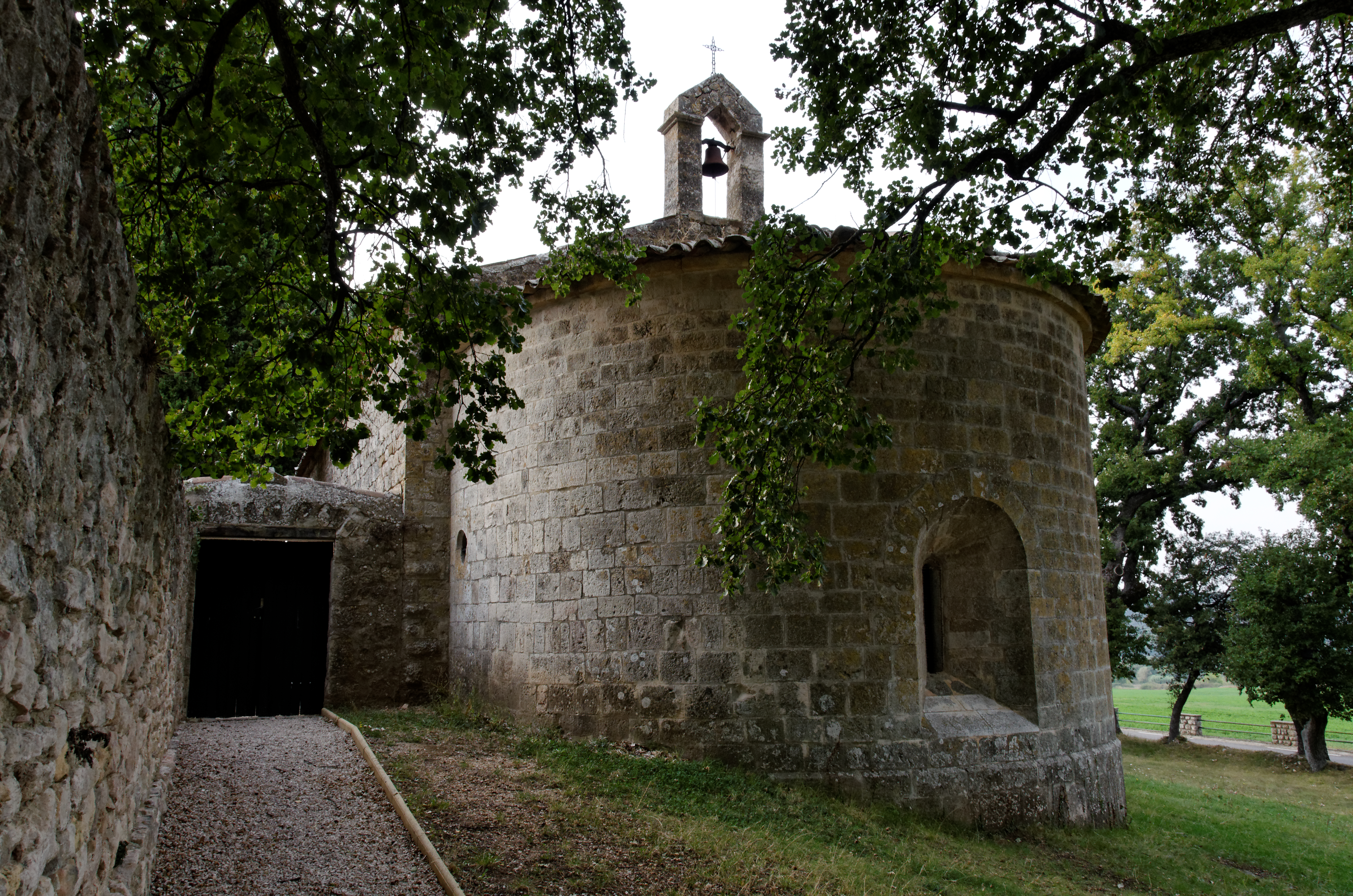
Апсида часовни Нотр-Дам-дю-Ревест